# 浮ヶ谷美穂
浮ヶ谷 美穂（うきがや みほ、1967年9月26日 - ）は、ミヤギテレビの社員で元アナウンサー。

## 来歴・人物
1991年にミヤギテレビに入社。同期入社には盛朋子、木村賢治（現：報道記者）、水本豊（現：ミヤギテレビサービス社長）がいる。
1991年4月から10月までに放送された番組『達人の釣り』におけるリポーター役をアナウンサーとしてデビューを果たす。それまで釣りの経験は全くなく、加えてアナウンサーの研修を受ける間もなく現場へと出され、撮影ではよく叱られて大変だったという。この番組で司会を務めていたさとう宗幸とは、数年後に再び『OH!バンデス』で顔を合わせることとなった。
1995年4月3日に開始された夕方ワイド番組『OH!バンデス』において、さとう宗幸と共に司会に抜擢される。番組の人気が上がるにつれて宮城県内での知名度も上がり、宮城県において所謂「夕方の『顔』」としてよく知られるようになった。
2005年9月26日放送の『OH!バンデス』内で婚約を発表、その後結婚した。
2018年12月25日、約24年間に渡り司会を務めていた『OH!バンデス』を卒業。
2019年1月7日から2022年3月30日まではOH!バンデス第4部『ミヤギnews every.』のキャスターを務めた。
2022年6月30日をもってアナウンス部を離れ、他部署へ異動。

## 過去の担当番組
- 『達人の釣り』 - リポーター（1991年4月 - 10月）
- 『笑顔toえがお』
- 『ジャンプアップ仙台』
- 『伊東四朗のOH!千客萬来』
- 『OH!バンデス』 - 月～金曜MC（1995年4月3日 - 2007年3月30日）→月～水曜MC（2007年4月2日 - 2014年3月26日）→月・火曜MC（2014年3月31日 - 2018年12月25日）
- 『ボス魂』 - キャスター（2010年7月10日 - 2012年9月8日）
- 『ミヤギnews every.』 - 月～金曜キャスター（2019年1月7日 - 2020年12月25日）→月～水曜キャスター（2021年1月4日 - 2022年3月30日）
- 『ミヤギテレビニュース・天気予報』